# Ларин, Юрий Михайлович
Ю́рий Миха́йлович Ла́рин (настоящее имя Михаи́л Алекса́ндрович Ла́рин, при рождении Ихи́л-Михл За́лманович Лу́рье; 17 июня 1882, Симферополь — 14 января 1932, Москва) — деятель российского революционного движения, советский хозяйственный деятель, экономист, публицист.

## Биография
Родился в семье инженера, публициста и поэта Соломона Аркадьевича Лурье. Племянник книгоиздателей Александра Наумовича и Игнатия Наумовича Гранат. С юности, несмотря на тяжёлую болезнь — прогрессирующую мышечную атрофию, участвовал в местном социал-демократическом движении, в 1901—1902 годах возглавлял социал-демократов Одессы.
В 1903 году был сослан на 8 лет в Якутскую губернию, однако в следующем году бежал из ссылки в Швейцарию (поскольку Ларин всю жизнь передвигался с трудом, его фактически вынесли на руках, в корзине для белья, его товарищи по побегу). В 1905 году нелегально вернулся в Россию, вёл подпольную работу в Санкт-Петербурге, Феодосии, Киеве, Баку, Харькове, Тифлисе. В 1913 году был арестован повторно, но по состоянию здоровья освобождён и выслан за границу.
Жил со своей женой Еленой в Германии, откуда был выслан в начале первой мировой войны как русский подданный и переехал в нейтральную Швецию. В 1916 году жил в Стокгольме. Под фамилией Лурье сотрудничал в газете «Русские ведомости» и журнале «Вестник Европы». В то же время под фамилией Ларин сотрудничал в революционной прессе.
Вплоть до 1917 года состоял во фракции меньшевиков, но зимой 1917 года возглавил группу меньшевиков-интернационалистов, сближавшихся с большевиками, а в августе вступил в РСДРП(б). Участвовал в профсоюзном движении.
После Октябрьской революции работал в комитетах и комиссиях ВСНХ. В 1917—1921 годах — член президиума ВСНХ. Был одним из основных противников заказа паровозов за границей. Один из создателей Госплана, с ноября 1921 года — член его президиума.
Когда Е. Преображенский в 1921 году предлагал создать марксистский экономический научно-исследовательский институт, Ленин вычеркнул Ларина (и Д. Б. Рязанова) из числа предложенных Преображенским членов института с пометкой: «Это не подходит».
В июле 1921 года Н. И. Бухарин сообщал Ленину, что статьи Ларина в газете «Правда» печатались с большой осторожностью — в них вычеркивалась самореклама, а во многих случаях тексты отправлялись на просмотр заинтересованным организациям.
Ларин являлся одним из сторонников полной ликвидации денежноrо обращения. Он доказывал необходимость скорейшеrо перехода к прямому распределению благ и услуг, осмеивал коммерческий расчёт и сводную торговлю, стал одним из вдохновителей подготовки проекта решения, по которому съезд Советов должен был объявить отмену денежноrо обращения в России.
В 1923 году выступил инициатором проекта по созданию еврейских земледельческих поселений в Крыму, на Украине и в Белоруссии. Для реализации этого проекта было создано Общество землеустройства еврейских трудящихся (ОЗЕТ) в помощь КомЗЕТу (Государственному комитету по земельному устройству еврейских трудящихся при Президиуме Совета национальностей Центрального исполнительного комитета СССР), председателем которого стал Ларин.
Выступал вместе с В. П. Милютиным за полное огосударствление кооперации, слияние её руководящих органов с Наркомпродом. В период нэпа публиковал работы по крестьянскому хозяйству и частному капиталу в СССР.
Умер 14 января 1932 года в Москве. Тело было кремировано. Урна с прахом была захоронена в Кремлёвской стене.

## Семья
Падчерица — Анна Михайловна Ларина (1914—1996) — третья жена Н. И. Бухарина, репрессирована, автор известных воспоминаний «Незабываемое».
Сын двоюродной сестры — археолог и этнограф Михаил Григорьевич Рабинович (1916—2000), лауреат Государственной премии Российской Федерации (1993).

### Сочинения
- Широкая рабочая партия и рабочий съезд. — Москва: Т-во тип. А. И. Мамонтова, 1907. — 98 с.

- Рабочие нефтяного дела. — М., 1909.
- Борьба за пищу. — Пг., 1916.
- Письма о Германии. — 1917.
- Трудовая повинность и рабочий контроль. — М., 1918.
- Крестьяне и рабочие в русской революции. — Петроград, 1918.
- Очерк хозяйственной жизни и организации народного хозяйства Советской России (1917—1920). — М.: Государственное издательство, 1920. — 141 c. — (В соавт. с Л. Н. Крицманом).
- Итоги, пути и выводы новой экономической политики. — М., 1923.
- Экономика досоветской деревни. — М.—Л., 1926.
- Об извращениях при проведении национальной политики. (В порядке обсуждения) // Большевик. — 1926. — № 23—24. — С. 50—58; 1927. — № 1. — С. 59—69.
- Капиталистическая промышленность, её рабочие и наша установка // Большевик. — 1927. — № 11—12. — С. 78—89.
- Налоговое обложение и оппозиция // Большевик. — 1927. — № 13. — С. 48—59.
- Частный капитал в СССР. — Гиз, 1927. — 312 с.
- Дореволюционные остатки в современном кулачестве. (В порядке обсуждения) // Большевик. — 1927. — № 22. — С. 40—60.
- Государственный капитализм военного времени в Германии (1914—1918). — Москва; Ленинград: Госиздат, 1928. — 293 с. — (Экономическая библиотека).
- Социальная структура еврейского населения СССР // Большевик. — 1928. — № 15. — С. 40—55.
- Территориальная перегруппировка еврейского населения. — 1928.
- Евреи и антисемитизм в СССР. — М.—Л., 1929.
- Алкоголизм и социализм. — Гиз, 1929.

### Критика
- Райек М. [Критика и библиография] // Большевик. — М., 1927. — № 21 (15 ноября). — С. 102—112. — Рецензия на кн.: Ю. Ларин. Частный капитал в СССР. Гиз. 1927.

## Память
В честь Ю. Ларина были названы поселки в Москве и Дагестане, село Лариндорф и Лариндорфский район в Крыму, Ларинфельд в Днепропетровской области.